# Adenia latipetala
Adenia latipetala är en passionsblomsväxtart som beskrevs av De Wilde. Adenia latipetala ingår i släktet Adenia och familjen passionsblomsväxter. Inga underarter finns listade i Catalogue of Life.